# Wright, Wyoming
Wright är en stad (town) i Campbell County i Wyoming i USA. Befolkningen uppgick till 1 807 invånare vid 2010 års folkräkning.

## Historia
Samhället uppstod under 1970-talet, då Black Thunder Coal Mine, Powder River Basin-regionens största gruva och den mest produktiva kolgruvan i USA, öppnade. Staden fick kommunalt självstyre 1985.
Platsen var ursprungligen känd som Reno Junction då ättlingar till kavalleriofficeren Marcus Reno, som slogs under general Custer, bodde i området. Staden döptes till "Wright" efter ägaren till Long Branch Bar, Dale Wright, som sålde landet till Atlantic Richfield Corporation när dessa grundade Black Thunder-gruvan. Staden planerades för att ge hem åt de inflyttade gruvarbetarna och deras familjer.
Den 12 augusti 2005 drog en F2-klassad tornado igenom en husvagnsparkering i Wright, dödade två personer och förstörde 91 hem.